# Єреванський науково-дослідний інститут автоматизованих систем управління
Єреванський науково-дослідний інститут автоматизованих систем управління — один з провідних НДІ радянського періоду в галузі проектування ЕОМ та АСУ.

## Історія
Історія НДІ почалась із червня 1956 року, коли за ініціативою президії Академії наук Вірменської РСР, а саме академіків В. Амбарцумяна, А. Шагіняна і А. Іосиф’яна, було засновано Єреванський науково-дослідний інститут математичних машин.
Він увійшов у структуру Міністерства засобів автоматизації і приладобудування. Перед інститутом ставилися завдання зі створення обчислювальних машин і систем управління на їх основі.
У наступні кілька років відбувалось структурне формування інституту: з'явилися підрозділи, відповідальні за розробку програмної й апаратної частини, дослідне виробництво. У 1957-1958 роках була виконана перша велика робота: модернізація ЕОМ М-3.
З кінця 1950-х до початку 1990-х інститутом розроблено і виготовлено на об'єднаних виробничих потужностях Дослідного заводу ЄрНДІММ кілька моделей ЕОМ, включно з родиною «Наїрі», серію ЄС ЕОМ і спеціальні обчислювальні системи. Серійне виробництво ЕОМ велося на Казанському заводі ЕОМ, Бакинському заводі ЕОМ, заводі «Електрон», радіотехнічному заводі Вінниці, болгарському заводі «Електроніка» в Софії та інших підприємствах.
До початку 1990-х років колектив інституту з урахуванням дослідного виробництва досяг 7000 осіб. За свої досягнення він був нагороджений орденом Трудового Червоного Прапора, двома Ленінськими преміями, а працівники інституту неодноразово ставали лауреатами Державної премії СРСР, Державної премії Вірменії, премій Ленінського комсомолу СРСР і Вірменії.
У 1989 році інститут став головною організацією науково-виробничого об'єднання «Севан».
У 1992 році частина підрозділів інституту виділилися в окрему організацію — Єреванський науково-дослідний інститут автоматизованих систем управління (приєднана назад у 2010 році).
У 2002 році інститут перейшов у власність Росії, а в 2008 був переданий російської компанії «Сітронікс».

## Сучасний стан
Інститут працює в галузі проектування, розробки, запровадження й супроводження локальних і глобальних АСУ, що створюються за замовленнями організацій та підприємств як Вірменії, так і республік колишнього СРСР.

### Основні напрямки діяльності
- Створення високонадійних обчислювальних комплексів
- Створення глобальних (територіальних) АСУ
- Створення інформаційних систем і баз даних у мережевому середовищі
- Створення прикладного програмного забезпечення
- Створення операційних систем реального часу
- Створення технічних засобів

## Досягнення
- Розробка ЕОМ «Арагац» (1960) на базі схеми машини М-3. Загалом було випущено 4 машини.
- Розробка ЕОМ «Раздан» (1960), «Раздан-2» (1961) і «Раздан-3» (1965).
- Розробка обчислювального комплексу «Маршрут-1», призначеного для автоматизації процесу продажу залізничних квитків, на базі ЕОМ «Раздан-3». Група розробників нагороджена Державною премією Вірменії.[1]
- Розробка серії малих ЕОМ «Наірі» (1960–1970), інститут нагороджено Державною премією СРСР.[1]
- Розробка двомашинного спеціалізованого обчислювального комплексу СОК (1973–1975) та операційної системи реального часу для нього (1977).
- Розробка багатопроцесорної обчислювальної системи СЕВАН (1985–1987) і багатопроцесорної операційної системи реального часу для неї (1986).